# À crocs et à griffes
 (juillet 2020).
Pour plus de détails, voir Fiche technique et Distribution.
À crocs et à griffes (Feline Frame-Up en anglais) est un cartoon américain Looney Tunes de 1954 réalisé par Chuck Jones mettant en scène Marc-Antoine et Pussyfoot. 